# Heilige Liga (1538)
Die Heilige Liga war ein 1538 geschlossenes und 1540 aufgelöstes Bündnis der Republik Venedig, der Habsburgermonarchie und des Kirchenstaates gegen das Osmanische Reich.

## Geschichte
Anlässe für das Bündnis gab der Vorstoß der Flotte des Korsaren und osmanischen Admirals Chaireddin Barbarossa im Ionischen Meer im Jahre 1537, die Belagerung der venezianischen Festung Korfu sowie die wiederholten Plünderungen von Küstenstädten in Italien, insbesondere in Kalabrien, im Königreich Valencia und in Katalonien. Im Gegenzug plante Papst Paul III. eine gemeinsame Offensive der christlichen Mächte. Die so genannte Türkenliga kam schließlich im Februar 1538 zustande und hatte das Ziel, Konstantinopel zu erobern. Abgeschlossen wurde sie zwischen Paul III., Karl V., Ferdinand I. und Venedig. Auch die Republik Genua und die Malteser beteiligten sich.
Die Liga war durch die bei Karls Besuch in Rom 1536 eingeleitete Annäherung zwischen Papst und Kaiser ermöglicht worden. Der französische König Franz I. blieb aufgrund seiner antihabsburgischen Politik der Türkenliga fern. Zudem hatte er im Februar 1536 das erste offizielle Bündnis eines europäischen christlichen Staates mit den Osmanen geschlossen.
Um Barbarossa und seinen etwa 120 Galeeren entgegenzutreten, versammelte die Liga im September 1538 bei Korfu eine Flotte von 302 Schiffen (162 Galeeren und 140 Segelschiffe). Venedig sandte 55 Galeeren, Spanien und die Republik Genua 49 und der Kirchenstaat und die Malteser 27. Oberbefehlshaber war der genuesische Admiral Andrea Doria, der in Diensten Kaiser Karls V. stand.
Am 28. September 1538 kam es zwischen den beiden Flotten zur Seeschlacht von Preveza, in der Barbarossa die christliche Flotte entscheidend besiegte, wohl auch wegen der sehr zögerlichen Verhaltensweise von Doria, der als Genuese seine eigenen Schiffe nicht unbedingt zum Wohl der rivalisierenden Republik Venedig verlieren wollte. 1540 schloss die Republik Venedig – entgegen den Abmachungen der Liga – einen Partikularfrieden mit den Osmanen, denen sie Ägina, Mykonos, die nördlichen Sporaden, Nauplia und Monemvasia, ihren letzten Stützpunkt in Morea abtreten mussten. Daraufhin löste sich die kurzlebige Liga auf.

## Mitglieder
- Kirchenstaat
- Malteserorden
- Spanien
- Venedig
- Genua